# Янковский, Хорст
Хорст Янковский (нем. Horst Jankowski; 30 января 1936, Берлин — 29 июня 1998, Радольфцелль, Баден-Вюртемберг) — немецкий пианист, композитор, джазмен, кинокомпозитор. Известность ему принесли композиции в рамках лёгкой музыки.

## Биография
Янковский родился в Берлине. Окончив обучение в Берлинской музыкальной консерватории, Янковский играл джаз в ночных клубах. В 1960-е гг. к Янковскому впервые пришёл успех, когда он стал сочинять инструментальные композиции в рамках лёгкой музыки
(одной из самых популярных была «Eine Schwarzwaldenfahrt»). В 1970-е гг. Янковский вновь обратился к джазу и его популярность резко снизилась. Умер Янковский в 1998 году.